# Jan Kupecký
Jan Kupecký, též Johannes Kupezky (1666 Pezinok – 16. července 1740 Norimberk), byl český barokní malíř, významný portrétista šlechty a umělců. Působil v Itálii, Rakousku (zejména ve Vídni), na Slovensku, v Polsku a v Německu, (hlavně v Norimberku).

## Život
Jako mnozí tehdejší obyvatelé Českého království, byl synem protestantů (Českých bratrů). Otec byl tkadlec, oba rodiče pocházeli z Mladé Boleslavi a rodina uprchla z Čech před náboženskou perzekucí do Horních Uher. Místo jeho narození není přesně doloženo. Někdy se uvádí Pezinok, v němž se jeho rodiče usadili po odchodu z Čech. Nelze to potvrdit, protože matriky místní fary byly zničeny při požáru v roce 1832. Podle jiných pramenů se mohl narodit v Praze ještě před emigrací. On sám se ke svému českému původu hlásil a ke jménu připojoval přídomek Bohemus.
V patnácti letech se Kupecký začal učit u švýcarského malíře Benedikta Klause, který pracoval při rekonstrukci zámku v Holíči, a později s ním odešel do Vídně. Ve svých dvaceti letech Kupecký odešel za dalším vzděláním do Itálie. Přes krátký pobyt v Benátkách se dostal do Říma. Zpočátku žil v nuzných poměrech, ale pomocí přátel se mu podařilo získat práci v malířské dílně. Při tom studoval díla slavných italských malířů a zdokonaloval svou techniku. Postupně si našel svůj vlastní malířský styl a začal se uplatňovat jako malíř portrétů. V Římě mu pomohl proslavit se Aleksander Benedykt Sobieski, syn polského krále Jana III. Sobieského. O jeho italských dílech ovšem víme velice málo. Z tohoto období pochází např. Portrét M. Kreisingera v Národní galerii nebo Autoportrét v galerii Uffizi ve Florencii.
V roce 1707 po více než dvacetiletém pobytu Kupecký opustil Itálii a usadil se ve Vídni. Jeho portrétní umění si brzy získalo mnoho obdivovatelů a přineslo mu zakázky od příslušníků vídeňského dvora. Namaloval řadu reprezentativních portrétů členů královské dynastie (prince Evžena Savojského), různých aristokratů a v Karlových Varech dokonce ruského cara Petra I. Bohatou sérii doplňují obrazy jeho rodiny, přátel a autoportréty nebo portréty neznámých osob. Jeho obrazy z tohoto období jsou barevně rozmanitější, dekorativně okázalejší, ale zachovaly si věcnost a cit pro míru. Příkladem je Podobizna malíře miniatur K. Bruniho nebo Autoportrét z Národní galerie či Podobizna umělcovy rodiny v Muzeu krásných umění v Budapešti. Ve Vídni se Kupecký věnoval také grafické tvorbě, o čemž svědčí dochované rytiny s portréty a žánrovými náměty.
V roce 1709 se oženil se Zuzanou Klausovou, dcerou svého prvního učitele. Narodily se jim dvě děti: Franziska zemřela ve věku tří let na zápal plic a Christoph Johann zemřel jako sedmnáctiletý na neštovice. Manželství nebylo šťastné také kvůli Zuzaniným nevěrám.
Po svém návratu do Vídně navštívil Kupecký několikrát také česká města. V roce 1712 portrétoval v Karlových Varech ruského cara Petra I., jeho pobyt v Praze je doložen Podobiznou Paní Schreyvoglové a dívčím portrétem Hedviky Františky Wussinové z r. 1716, ta pocházela z rodiny pražských malířů a mědirytců. Při svém pobytu v Praze spolupracoval s Petrem Brandlem, což se projevilo na plátnech Alegorie malířství a Alegorie sochařství.
Roku 1723 odešel Kupecký se svou rodinou do Norimberka. Jednak měl obavy z možné perzekuce kvůli svému evangelickému smýšlení, a také měl sjednány významné zakázky pro vévodu z Gothy a mohučského kurfiřta. Vytvořil tam také portréty šlechty a měšťanů. Jeho díla z tohoto období jsou ovlivněna holandskou malbou. Mají temnější kolorit a působí prostě, intimně a neokázale. Mezi nejkrásnější díla patří jeho autoportréty, Podobizna Michaela Kreisingera ve stáří, Portrét Johanna Michaela von Gotter, jeho manželky Ludmily, rozené Hoppeové, a jejich syna z let 1725–1727. Na některých dalších obrazech je patrný podíl pomocníků a spolupracovníků, kteří působili v jeho dílně.
Poslední roky života byly poznamenány předčasnou smrtí syna a dnou, která ho často omezovala v malování. Melancholii přenesl i do některých obrazů. Na svém posledním autoportrétu se ztvárnil jako nemocný, zatrpklý muž. Jan Kupecký zemřel 16. července 1740 a byl pohřben v norimberském kostele sv. Jana, stejně jako Albrecht Dürer dvě století před ním.

## Výběr z díla
- Portrét muže (autoportrét), jako obraz Kupeckého datováno okolo roku 1700, s velkou pravděpodobností obraz F. A. Palka z 40. let 18. století
- Portrét malíře miniatur Karla Bruniho, 1709
- Portrét mladé Polky, 1710
- Portrét Hedviky Františky Wussinové, 1716
- Podobizna paní Schreyvogelové, Obrazárna Pražského hradu
- Podobizna Johanna Friedricha Sicharta von Sichartshofen, Obrazárna Pražského hradu
- Portrét neznámého šlechtice (1730), Galerie Anagoria, Jekatěrinburg

## Galerie

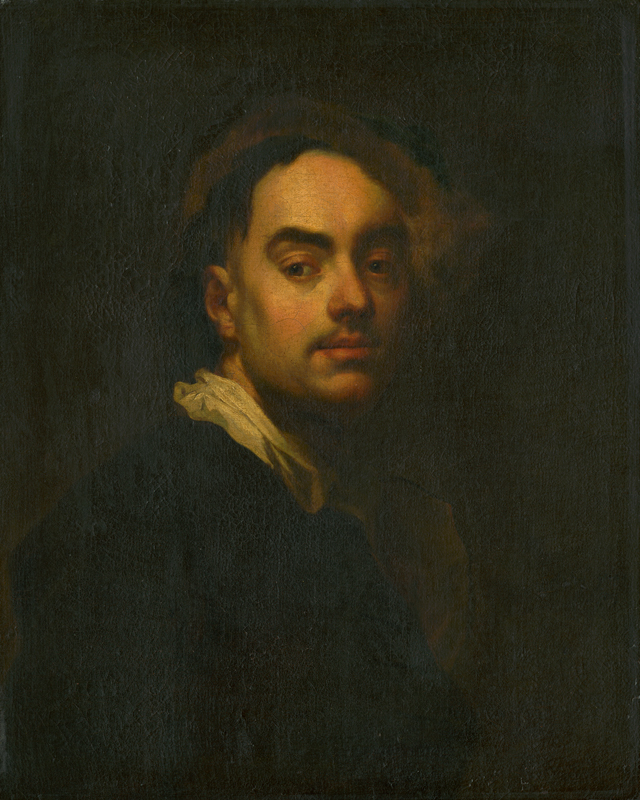
Portrét muže (Autoportrét) (asi 1709)
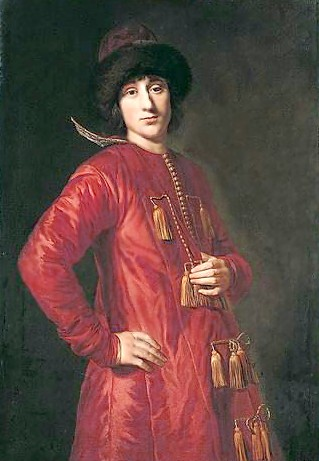
Aleksandr Benedykt Sobieski (asi 1690)
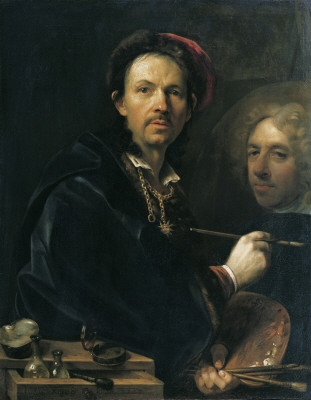
Autoportrét při malbě prince Evžena Savojského (1709)
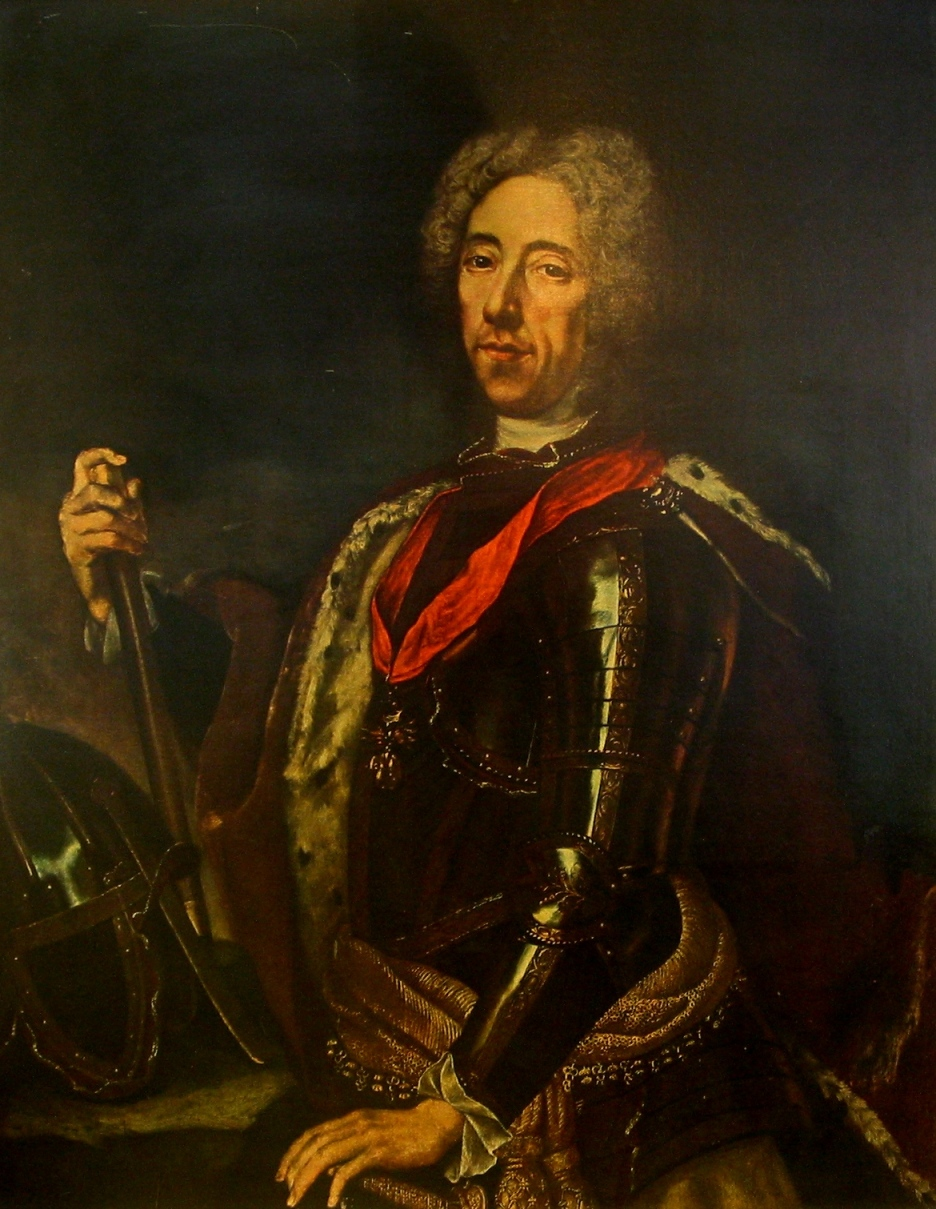
Portrét prince Evžena Savojského
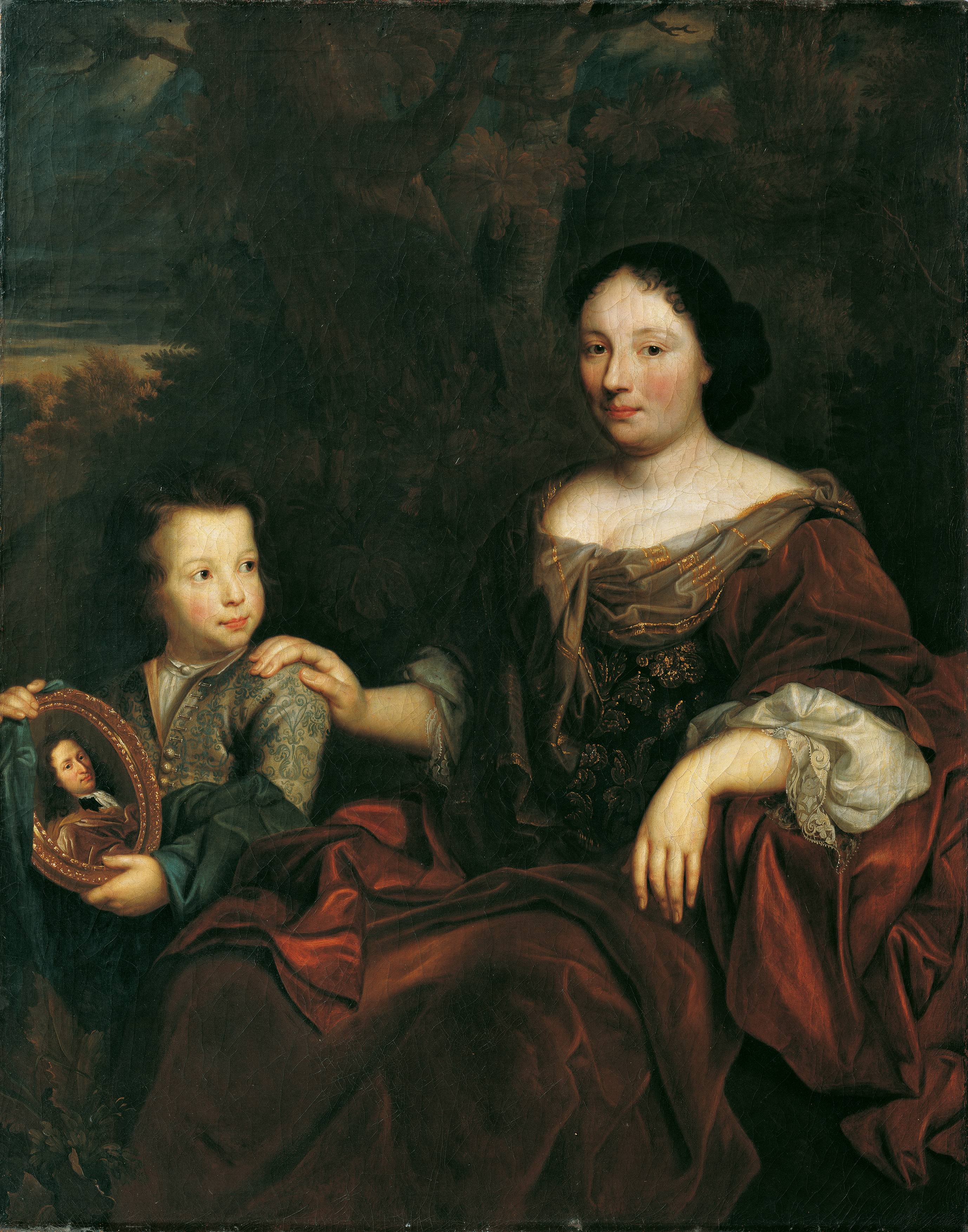
Rodinný portrét (mezi 1709–1720)
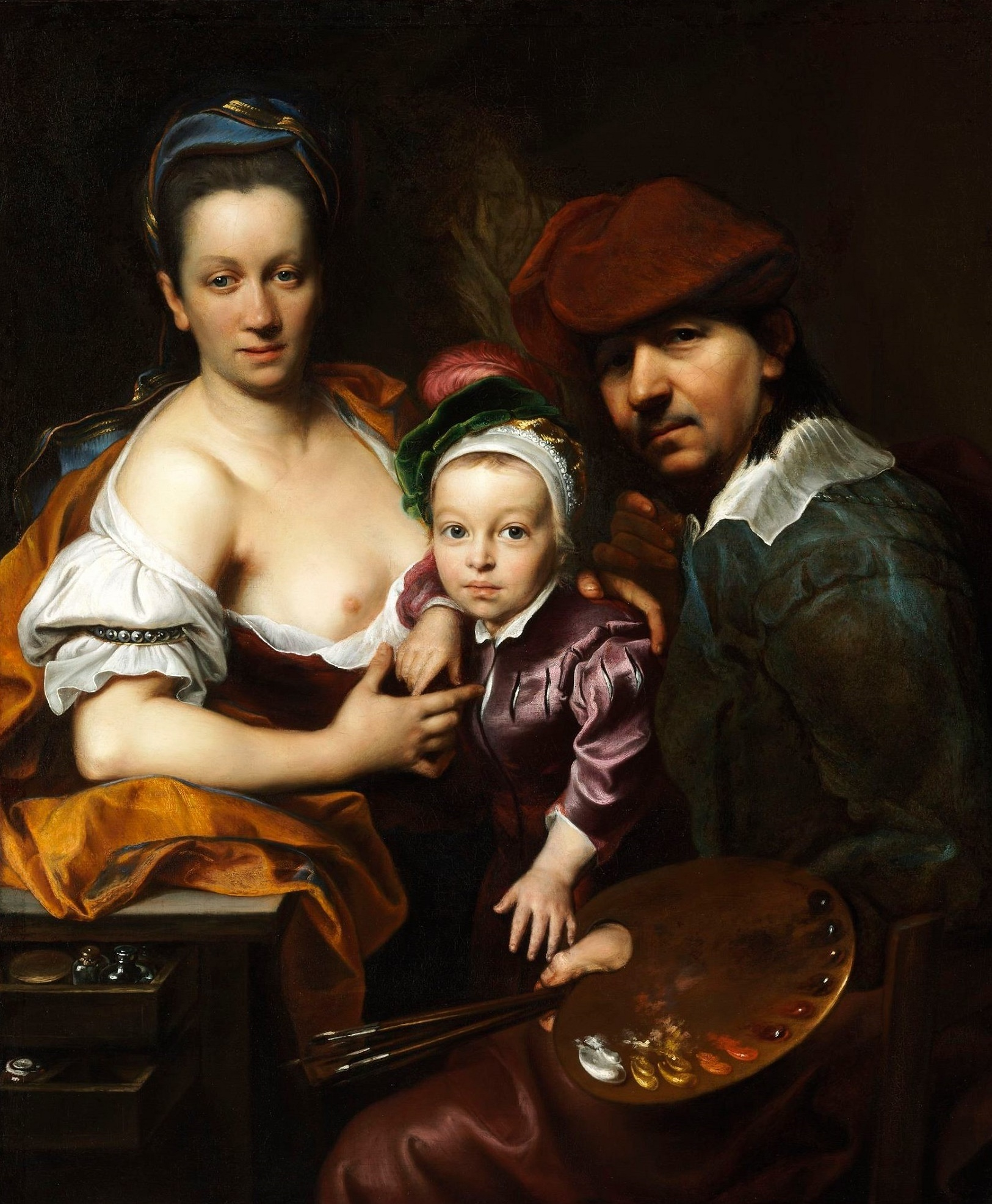
Autoportrét s rodinou (kolem 1718–1719)
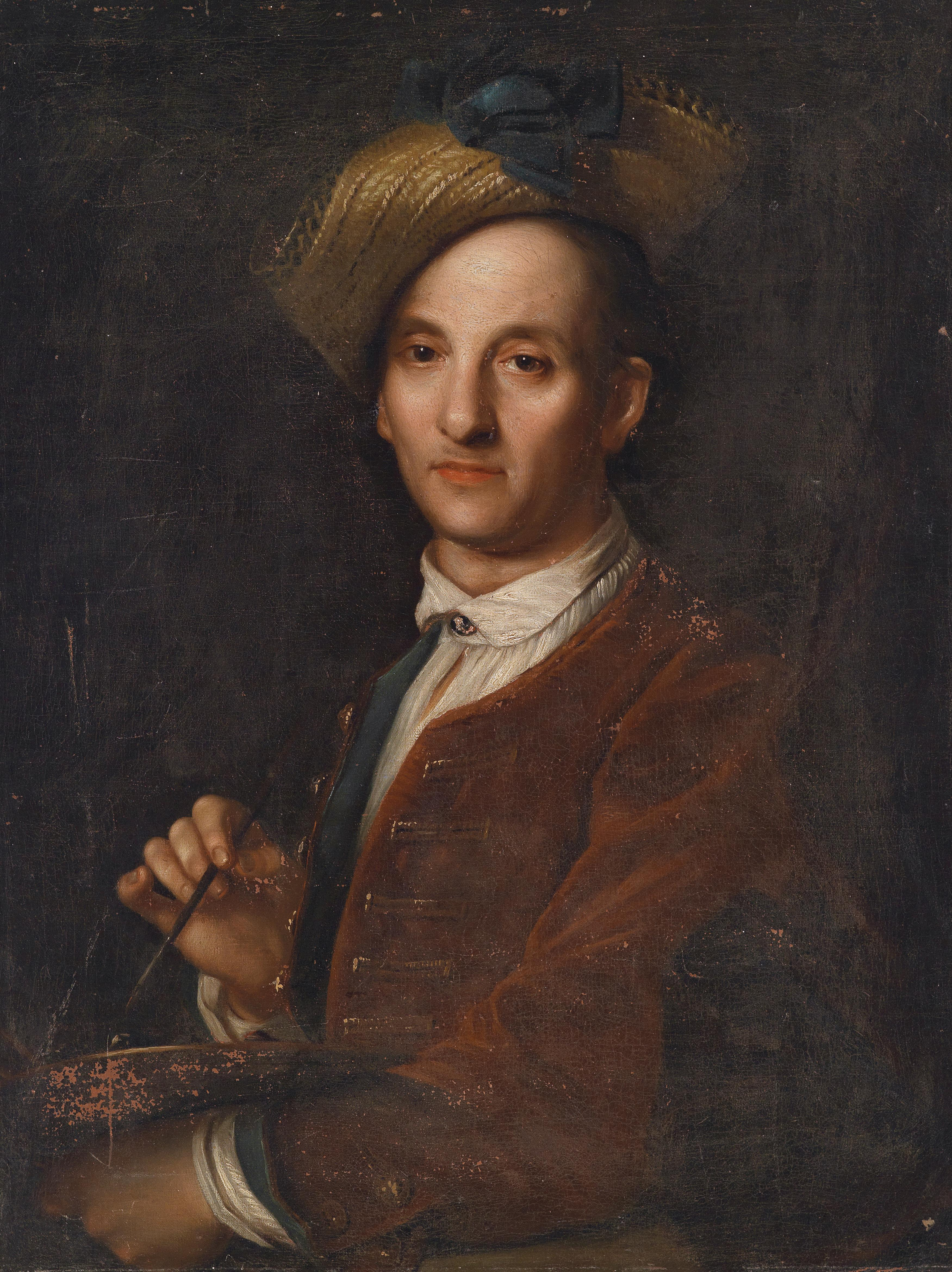
Německý malíř David Hoyer (1667–1720) (před 1720)
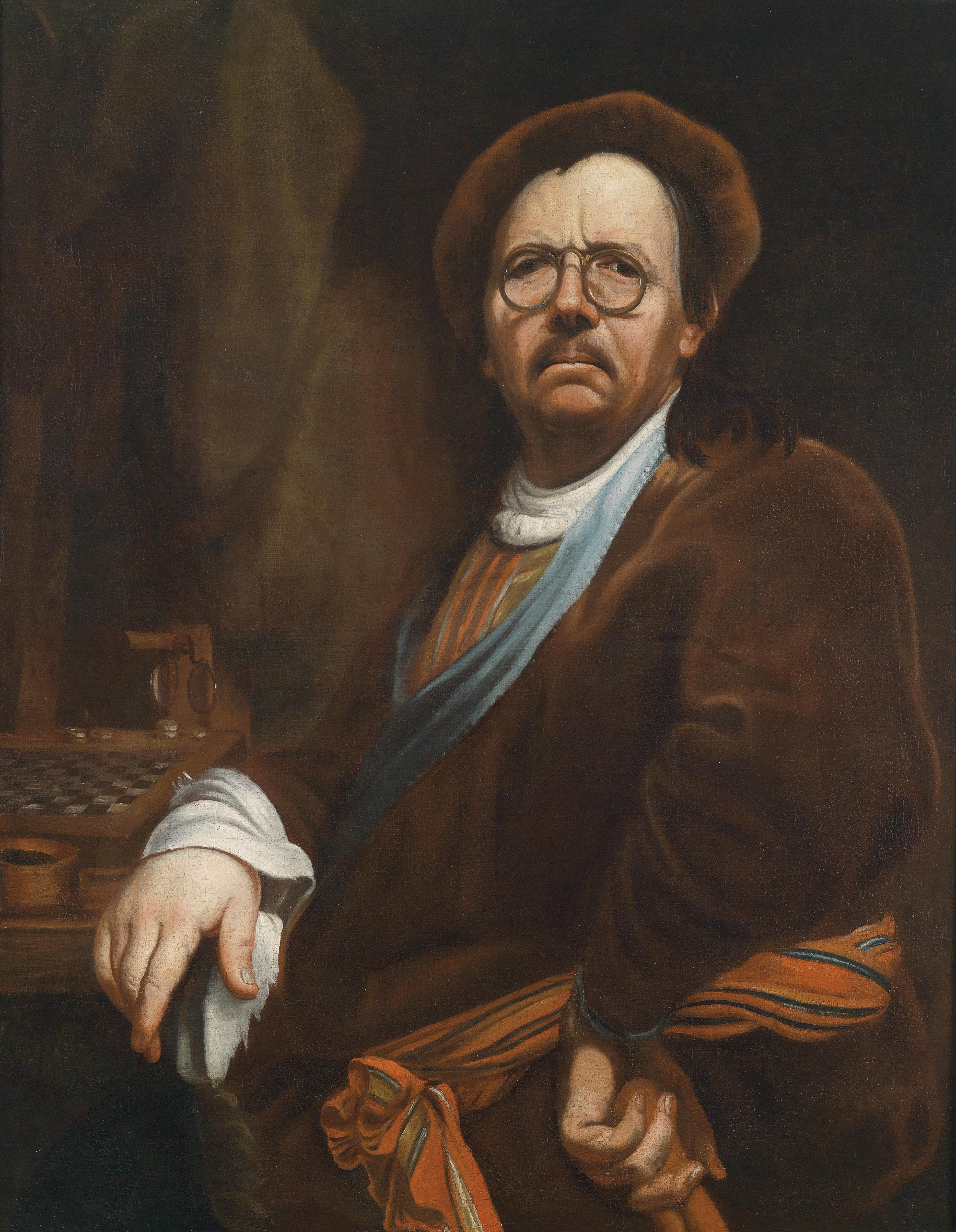
Autoportrét s šachovnicí (1720)
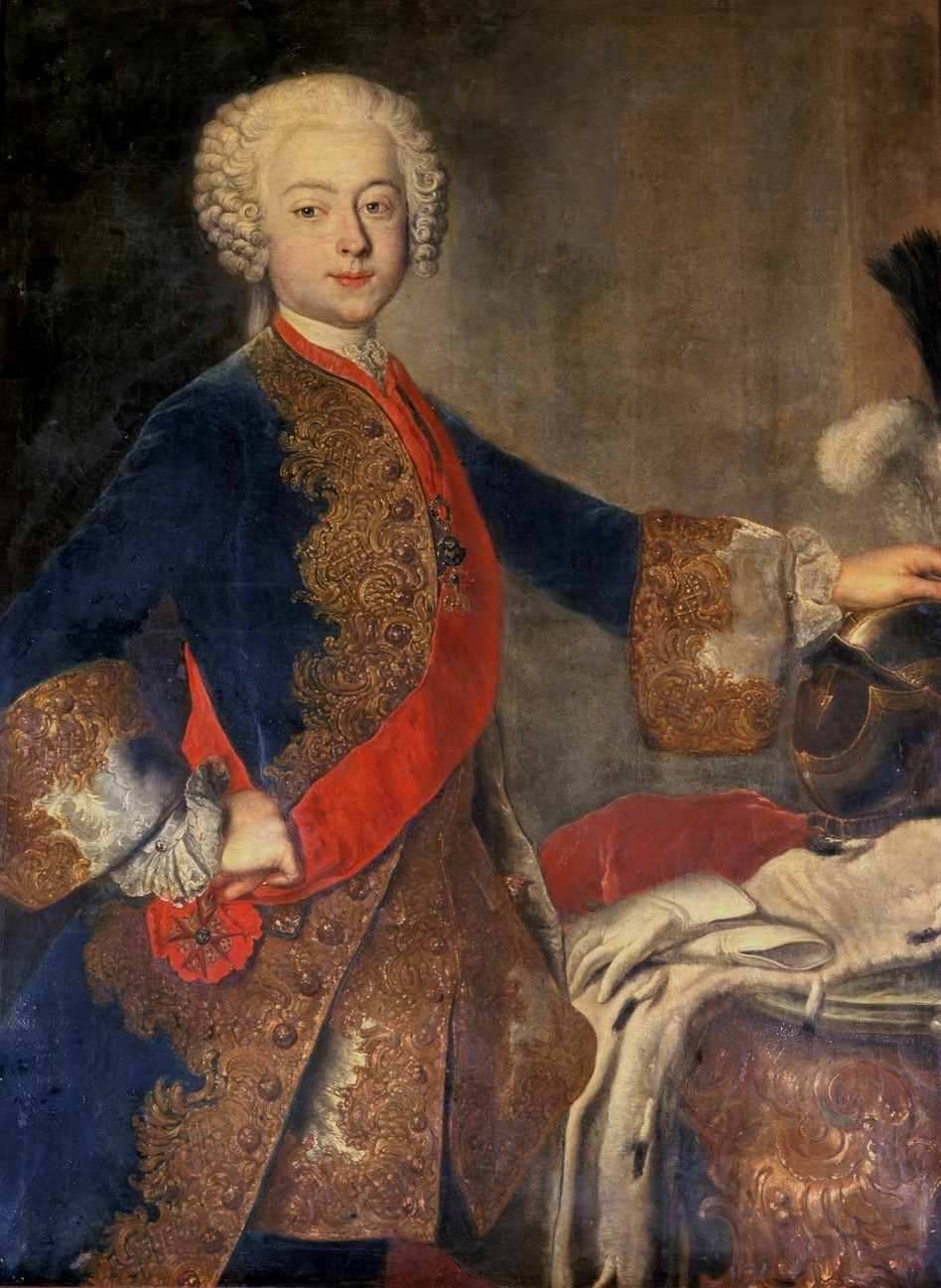
Karel Evžen Württemberský (kolem 1740)
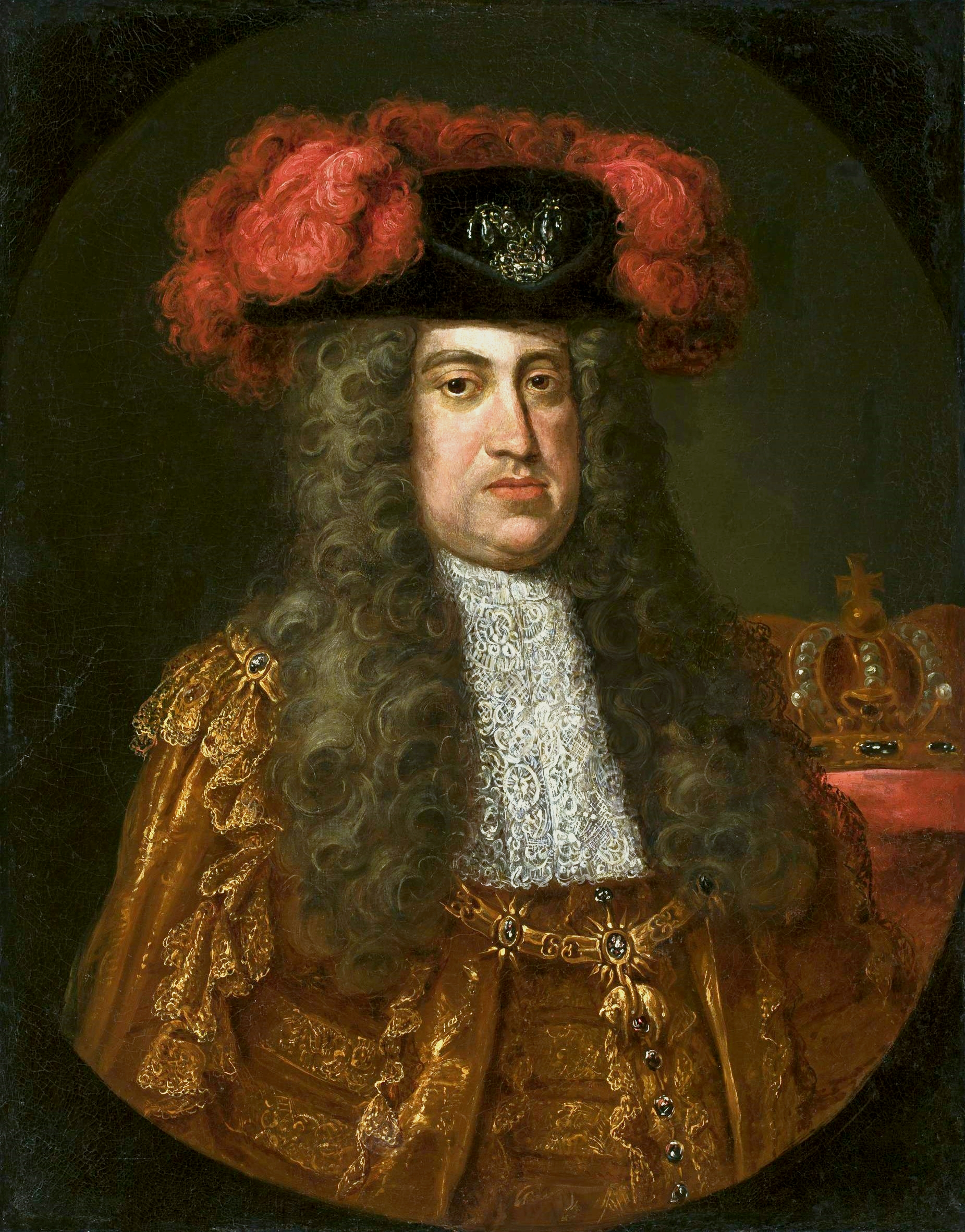
Císař Karel VI. (kolem 1720)
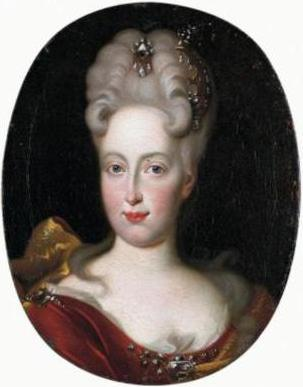
Alžběta Kristina, manželka císaře Karla VI.
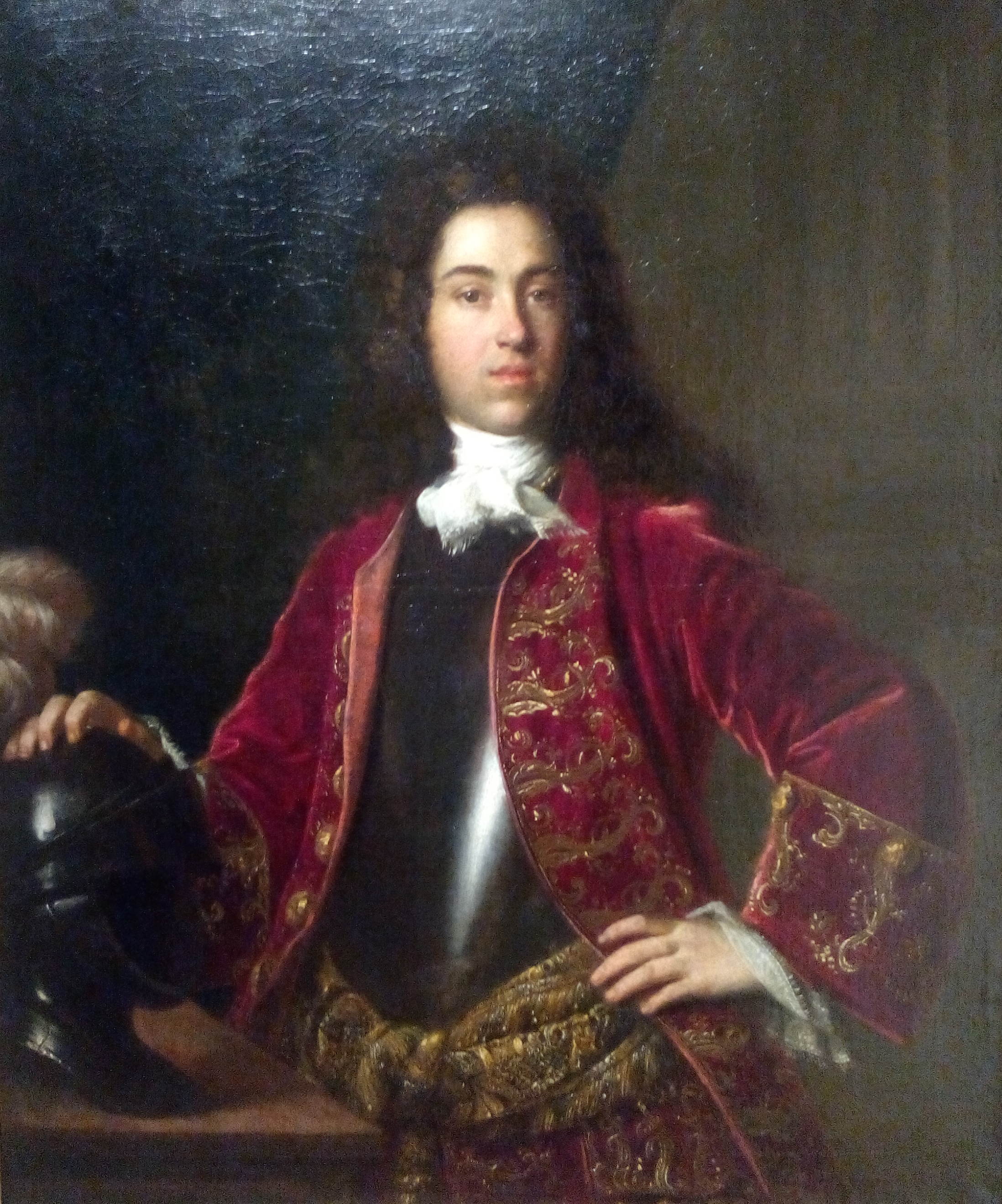
Pedro Vicente Garcia Álvarez z Toleda a Portugalska, hrabě z Oropesy (asi 1721)
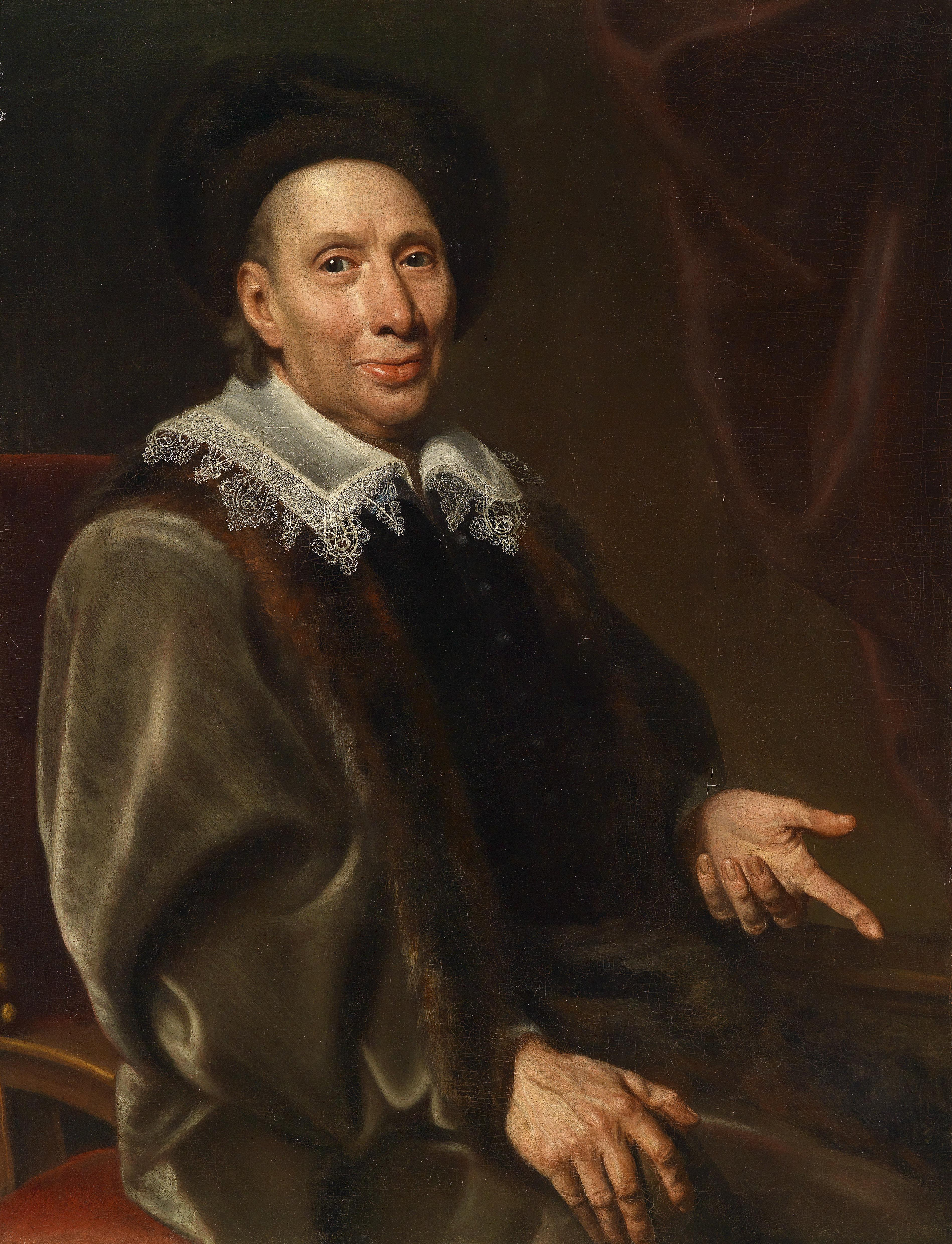
Johann Michael von Gotter, malířův rádce (kolem 1729)
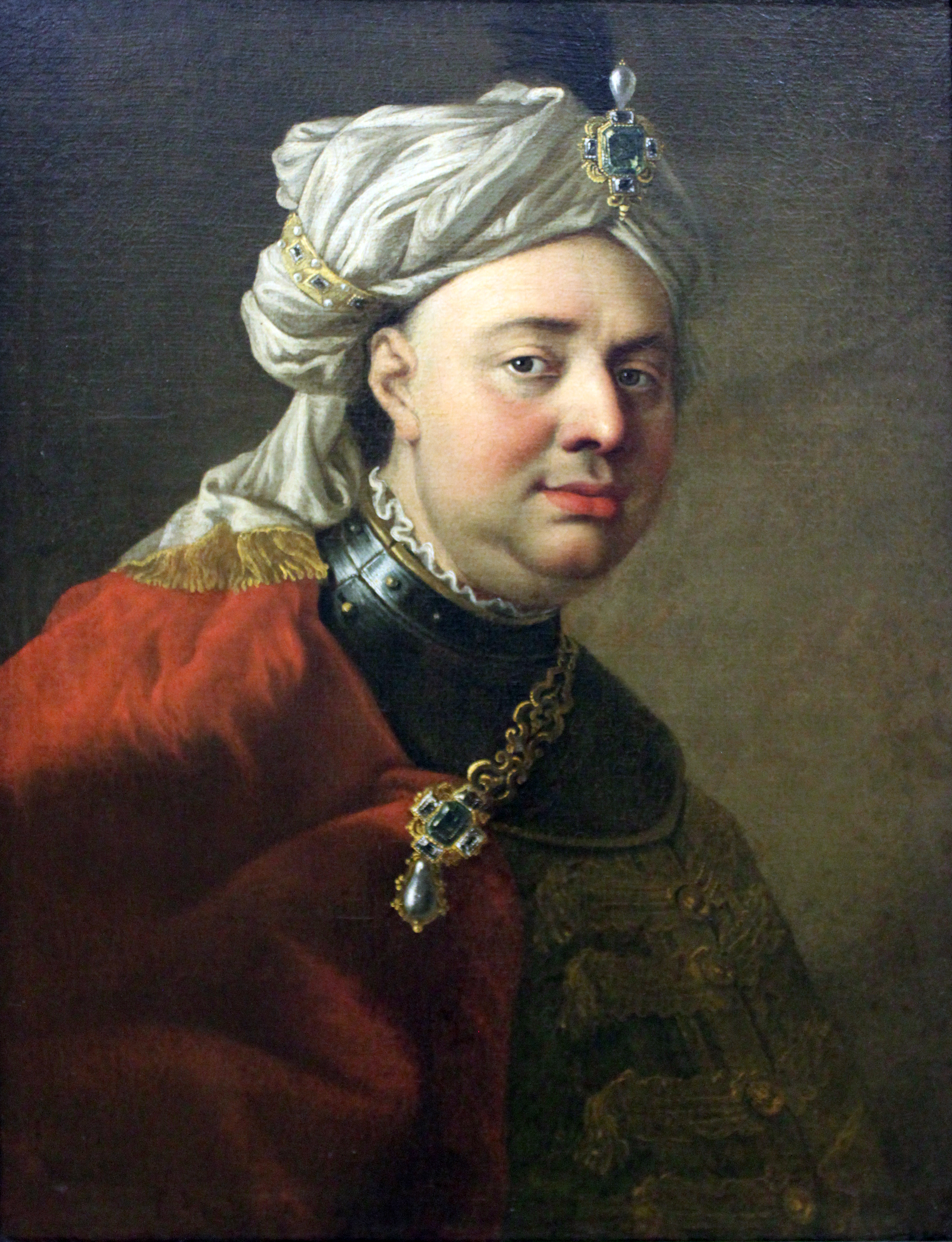
Neznámý muž v turbanu (1730)
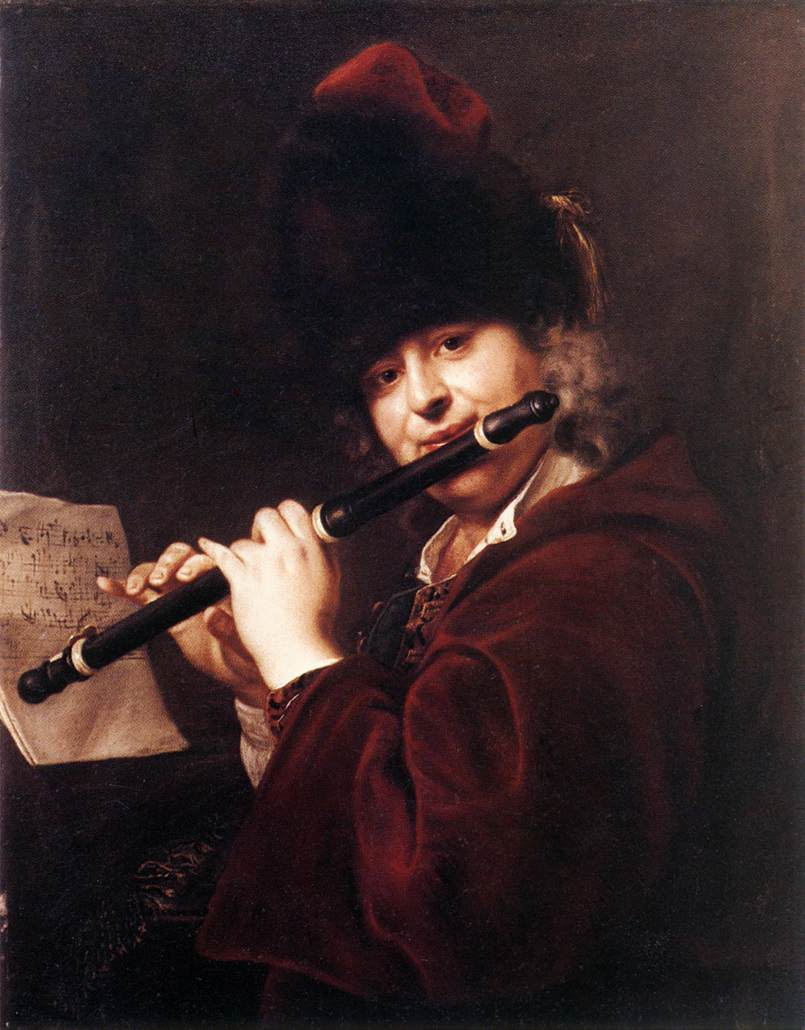
Flétnista Josef Lemberger (30. léta)
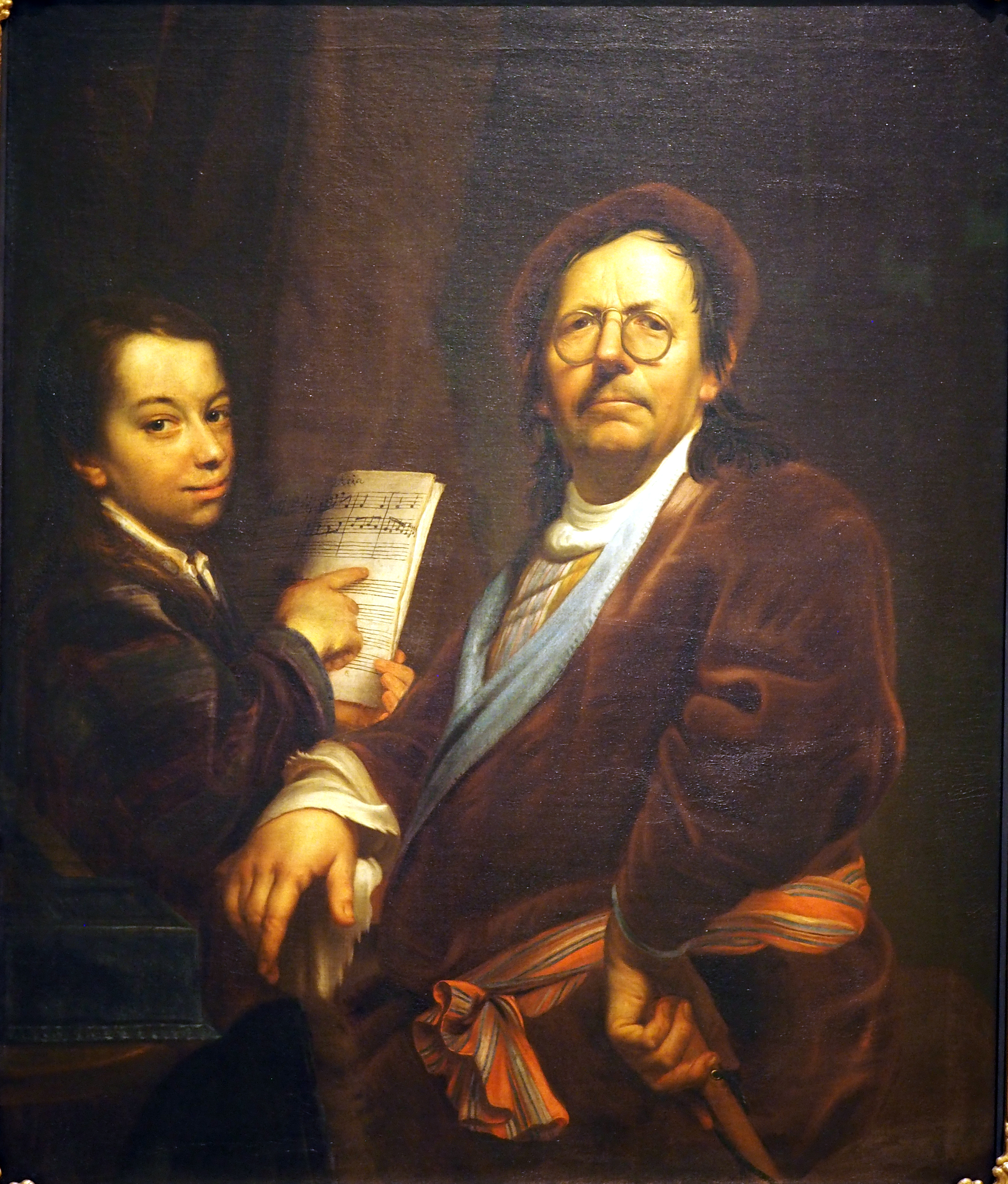
Autoportrét se synem (30. léta)